# 我が町バンザイ
我が町バンザイ（わがまちばんざい）とは、1980年代に東北放送を始めとする東北六県の民放AMラジオ局（他に青森放送、IBC岩手放送、秋田放送、山形放送、ラジオ福島）で企画ネットされていたラジオ番組である。

## 内容
最初は東北放送のラジオ番組「ラジオはAM翔んでけ電波」の一コーナーとしてスタート。好評だったことから1984年10月、他の東北各県にて企画ネットがスタートした。
基本スタイルは各局とも月〜金の10分間の帯番組で、リスナーからのハガキ投稿を元に自分の住む町を自慢し、他のリスナーの住む町をけなしまくるというもの。時にはテーマが設定され、そのテーマに最も近い町はどこかを議論するといった趣向もあった。更に東北放送のバージョンでは「宮城県対岩手県」や「宮城県対福島県」といった隣県同士の“抗争”にまでエスカレートして行った（更に岩手県対山形県も勃発した）。結局このことが本来のコンセプトである「町自慢」の面白さを番組から失わせる発端となり、番組の寿命を縮める結果となってしまった。
またリスナーは、ハガキの中で特にパーソナリティが読む際に強調して欲しい部分についてエコーをかけるよう要求することができた。その際に使用されるエコーには声の高低や響き方等で何種類かバリエーションがあるため、リスナーは「何番のエコーで」と指定するのが常となっていた。なお東北放送ではエコーのみならず、声を変えることも可能であった。
スポンサーが大塚製薬だったため、内容が面白いハガキに対してはディレクターの判断でカロリーメイトもしくはポカリスエットのジングルが流されることがあり、ジングルが流れたハガキを投稿したリスナーには当該商品がプレゼントされた。またそれ以外に各局独自のノベルティグッズがプレゼントされる場合もあった。
1986年には番組6局のパーソナリティで「トークマン・ブラザース」を結成し、シングルレコード「なまって俺についてこい」をリリースした。
1985年の「いわてピア85」と翌1986年の「秋田博」で、6局のパーソナリティが一堂に集い公開録音を行ったほか、元日未明には6局共同制作の「おめでとう・みちのく6県我が町バンサイ」が放送（01:30〜03:00、但し山形放送のみ02:00から飛び乗り）された年もあった。

## 各放送局パーソナリティ
- 青森放送 - 浜舘明（のち同局報道記者）、ちなみにディレクターの一人に伊奈かっぺい（後述の菊池幸見と親交がある）がいた。
- 秋田放送 - まるさん（レコードのみ「まるたろう」と名乗っていた）
- IBC岩手放送 - 菊池幸見
- 山形放送 - 賀内隆弘（⇒現：秋田放送）
- 東北放送 - 福井弘文、石川太郎、渡辺敏之
- ラジオ福島 - 高橋雅仁（バンド「弁慶と牛若丸」、音響会社経営）

## 各放送局で使われたオープニング・エンディングテーマ曲
- 青森放送 - 不明
- 秋田放送 - 「ドンパン節」のメロディーをジャズ調にアレンジした曲
- 岩手放送 - 「チャグチャグ馬コ」→「なまって俺についてこい」の菊池幸見アナのパート
- 山形放送 - 「ディスコ花笠音頭」→「なまって俺についてこい」の賀内隆弘アナのパート
- 東北放送 - 吉川団十郎「ああ宮城県」のスキャット部分を継ぎ足したもの→「なまって俺についてこい」のインスト（但しエンディングテーマは単独時を除いてなし）
- ラジオ福島 - 「ふる里ふくしま」→ パーソナリティである高橋のバンド「弁慶と牛若丸」が歌うご当地ソング